# Marcel Tribut

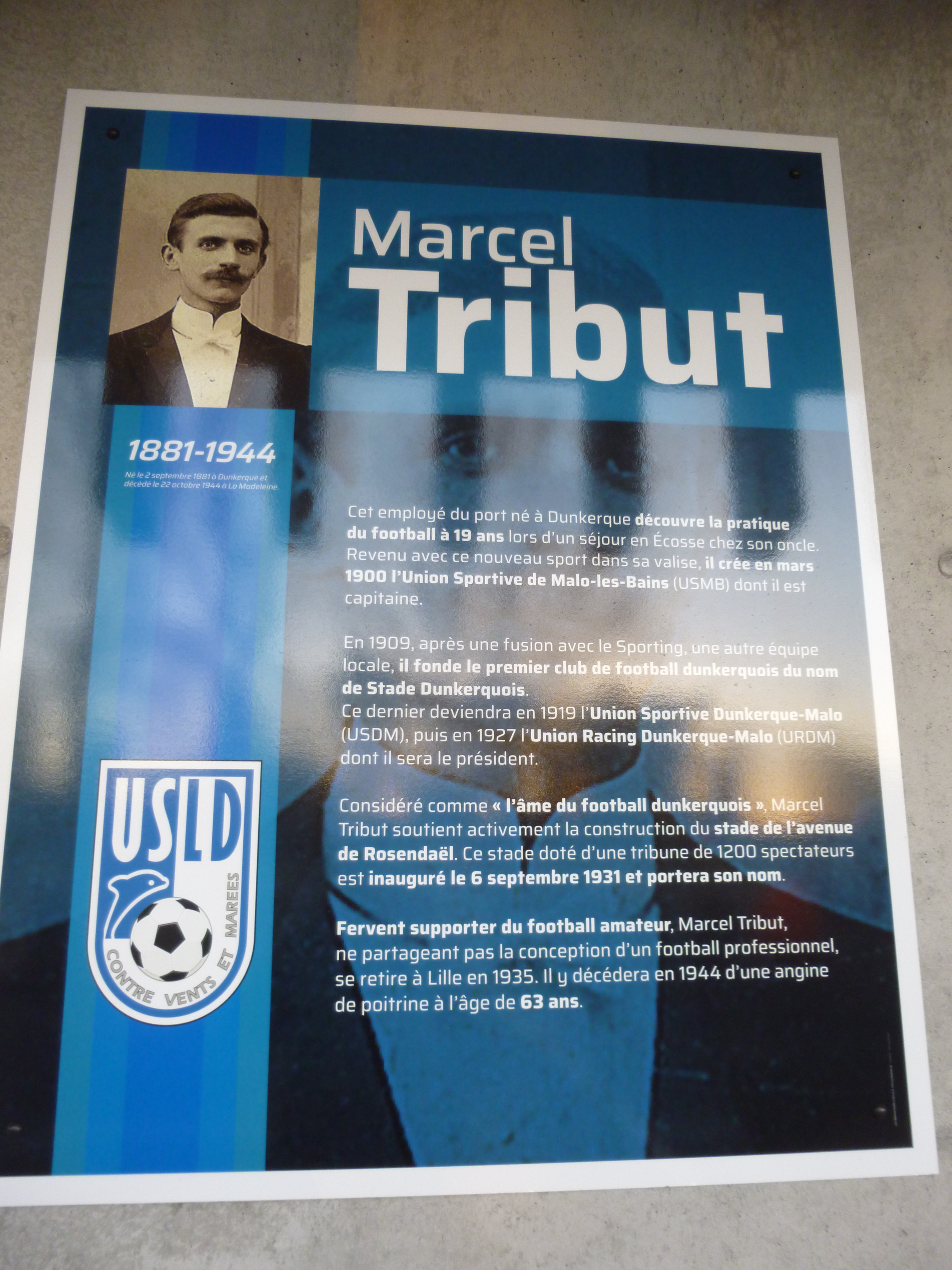
Gedenkplaat aan het Stade Marcel Tribut, thuishaven van voetbalclub USL Dunkerque.

Marcel Tribut (Duinkerke, 2 september 1881 - La Madeleine, 22 oktober 1944) was een Frans voetballer en voetbalvoorzitter.

## Carrière

### Union Sportive de Malo-les-Bains
Op negentienjarige leeftijd, bij een bezoek aan diens nonkel in Schotland, komt Tribut voor het eerst in aanraking met de voetbalsport. Bij diens terugkeer naar Frankrijk in maart 1900, richt hij de voetbalclub Union Sportive de Malo-les-Bains op. Naast oprichter treedt Tribut eveneens op als aanvoerder van de ploeg.

### Stade Dunkerquois
In 1909, na een fusie tussen Union Sportive de Malo-les-Bains en het lokale Sporting, richt Tribut Stade Dunkerquois op. Het is de allereerste voetbalclub in de Noord-Franse havenstad Duinkerke. 

### Union Racing Dunkerque-Malo
Na een eerste naamswijziging in 1919 (Union Sportive Dunkerque-Malo) neemt Stade Dunkerquois in 1927 de naam Union Racing Dunkerque-Malo aan. Tribut zal als voorzitter van de laatstgenoemde club opereren.

## Overlijden
Op 22 oktober 1944 overlijdt Marcel Tribut te La Madeleine aan de gevolgen van een hartkramp. Hij werd drieënzestig jaar oud.

## Nalatenschap
Als grondlegger van het voetbal in Duinkerke, werd het stadion van USL Dunkerque (Stade Marcel Tribut) naar Marcel Tribut vernoemd.